# Pterygogramma acuminata
Pterygogramma acuminata is een vliesvleugelig insect uit de familie Trichogrammatidae. De wetenschappelijke naam is voor het eerst geldig gepubliceerd in 1906 door Perkins.